# Батівська селищна територіальна громада
Батівська селищна громада — об'єднана територіальна громада в Україні, в Берегівському районі Закарпатської області. Адміністративний центр — смт Батьово.
Площа громади —  км², населення —  мешканців (2020).
Утворена 12 червня 2020 року шляхом об'єднання Батівської селищної, Батрадівської і Свободянської сільських рад Берегівського району і Сернянської сільської ради Мукачівського району.

## Населені пункти
У складі громади 1 смт (Батьово) і 8 сіл:
- с. Батрадь
- с. Горонглаб
- с. Свобода
- с. Бадів
- с. Бакош
- с. Данилівка
- с. Серне
- с. Баркасово

## Старостинські округи
- Батрадівський
- Свободянський
- Сернянський